# Instituto de Estudios Superiores de Administración
Das Instituto de Estudios Superiores de Administración (IESA) ist eine privat geführte venezolanische Business School  mit Campus in Caracas, Maracaibo und Valencia (Carabobo).  Das Institut wurde 1965 gegründet und ist auch bekannt als Herausgeber der „Ediciones IESA“.
IESA gilt als eine der führenden Wirtschaftshochschule Venezuelas. Sie wurde 1965 gegründet auf Initiative von Ricardo Zuloaga Junior († 2011), dem Sohn des Gründers von „La Electricidad de Caracas“. Sie spielte eine Schlüsselrolle in der neoliberalen Wirtschaftspolitik der zweiten Regierung (1989–1993) von Carlos Andrés Pérez. Eine Reihe von Akademikern (darunter Moisés Naím und Ricardo Hausmann) wurden zu Ministern ernannt; die Gruppe wurde bekannt als „IESA Boys“, analog den Chicago Boys in Chile.
IESA ist triple-akkreditiert von der Association to Advance Collegiate Schools of Business (AACSB), der Association of MBAs (AMBA) und dem European Quality Improvement System (EQUIS).